# Images en relief
Une image en relief est une image conçue pour faire apparaître, par une méthode d’observation à définir, tous ses plans successifs, du plus proche au plus éloigné. Une image en relief ou en stéréoscopie est, sauf exceptions (lenticulaires, photostéréosynthèse ou holographie), constituée de deux vues, chacune destinée à un des yeux.

## Création d’images en relief
Toutes les méthodes de création d’images fixes (dessin, photographie, radiographie, microscopie, images de synthèse, etc.) mais également animées (cinéma, télévision, jeux vidéo…) peuvent être adaptées au relief et être exploitées en stéréoscopie.

## Observation en relief des images
Parmi les principales méthodes d’observation, on peut citer :
- la vision libre, parallèle ou croisée, consistant à dissocier fortement deux fonctions des yeux qui normalement sont étroitement couplées, l’accommodation et la convergence des axes oculaires ; tout le monde n’en est pas capable mais on ne trouve aucune statistique à ce sujet ;

- l’utilisation d’un stéréoscope, instrument d’optique constitué de lentilles, de prismes ou de miroirs, qui permet à chaque œil de ne voir que la vue qui lui est destinée ; il existe des centaines de modèles de stéréoscopes, basés sur des principes très variés ;

- la séparation par les couleurs, l'anaglyphe utilise des filtres de couleur complémentaire devant chaque œil (lunettes). Ces filtres sont le plus souvent rouge pour l’œil gauche, et « cyan » (bleu-vert) pour l’œil droit ;

- la séparation par la polarisation, l’observateur portant des lunettes polarisées, en général en polarisation linéaire selon des directions en diagonale. Cette méthode se prête particulièrement bien à la projection en relief stéréoscopique sur grand écran ;

- la séparation temporelle, au moyen d’un dispositif qui affiche alternativement les vues gauche et droite, et d’obturateurs qui occultent alternativement les deux yeux ;

- l'autostéréoscopie, ensemble des techniques qui permettent de voir en relief sans effort oculaire ni instrument d’optique : réseaux lignés (dits « barrières de parallaxe »), imagerie lenticulaire, holographie, photostéréosynthèse, autostéréogramme, etc. ;

Chacune de ces méthodes présente certains avantages mais impose ses propres contraintes. Négliger l’une ou l’autre de ces contraintes conduit inévitablement à un rejet du relief.